# Lucca Madonna
De Lucca Madonna is een schilderij in olieverf op paneel (eikenhout) van de hand van Jan van Eyck dat zich in het Städel Museum in Frankfurt am Main bevindt met inv. nr. 944. Het kreeg zijn naam naar een vroegere eigenaar, Karel Lodewijk van Bourbon-Parma, hertog van Lucca van 1815 tot 1847.

## Beschrijving
Het schilderij toont Maria met het kind op haar schoot, gezeten op een houten troon bekleed met brokaat en versierd met vier messingen leeuwtjes, als referentie naar de troon van Salomon. Maria draagt een blauw kleed met daarboven een rode mantel die rijkelijk is afgeboord met een band uit gouddraad geweven met daarop parels en juwelen. Haar ragfijne witte onderkleed is zichtbaar aan de hals. Op het hoofd draagt ze een diadeem versierd met parels en in het midden een rode edelsteen gevat tussen zes parels. Aan de ringvinger van de linkerhand draagt ze twee ringen: een brede gouden ring met een blauwe steen en een smalle eenvoudige gouden ring. Ze zit onder een baldakijn en geeft haar kind de borst. Deze voorstelling van Maria als Virgo lactans, werd in de 14e eeuw populair en verving stilaan de voorstelling van Maria als koningin van de hemel. Maria en kijkt naar haar kind, het kind kijkt recht voor zich uit; dus geen van beide personages kijkt de gebruiker aan.
De troon is geplaatst in een kleine ruimte met langs weerszijden van Maria een nis, aan haar rechterkant afgesloten met een venster. Op de vensterbank liggen twee vruchten waarover de kunsthistorici het niet eens zijn wat ze voorstellen, appels of appelsienen, maar eigenlijk doet dat er niet toe: ze verwijzen beiden naar het aardse paradijs en hebben dus dezelfde symbolische betekenis. In de nis aan haar linkerkant van Maria zien we een kandelaar, een fles halfgevuld met water en onderaan een wasbekken. Die kan men interpreteren als voorwerpen voor dagelijks gebruik of als objecten gebruikt bij de eredienst. De karaf met water, die belicht wordt via het venster, werd in die tijd gezien als een symbool van de onbevlekte ontvangenis. Tegen de bovenkant van het schilderij zien we voor het venster en voor de nis een deel van een ossenoog in de muur. De vloer bestaat uit tegels versierd met een wit-blauw geometrisch motief, maar die zijn grotendeels bedekt door een bijna kamerbreed tapijt dat doorloopt tot op de treden van de troon. Door de open opbouw van de kamer heeft men de indruk zelf in de ruimte te staan.

## Geschiedenis
In het begin van de 19e eeuw was het werk in het bezit van markies Citadella in Lucca. Daarna kwam het terecht in de verzameling van Karel Lodewijk van Bourbon-Parma, hertog van Lucca en van Parma. Tussen 1841 en 1843 was het paneel in het bezit van de Brusselse kunsthandelaar Christianus Johannes Nieuwenhuys die het in 1843 verkocht aan Willem II, Koning der Nederlanden. Op een veiling gehouden van 12 tot 20 augustus 1850 werd het gekocht door P. Engelberts, in opdracht van het Städel Museum, Frankfurt am Main.

## Iconografie
Van Eyck realiseerde met zijn compositie een beeld dat een aantal symbolen bevat die verwijzen naar de verlossing zoals de kandelaar en de glazen karaf en anderzijds een intiem beeld geeft van de verhouding tussen moeder en kind. Maria zit nog steeds op de koninklijke troon van de Koningin van de Hemel, die door de leeuwtjes verwijst naar de troon van Salomon, en haar rijkelijke kleding en diadeem, laten er geen twijfel over bestaan dat Van Eyck met zijn werk een verheerlijking van de Heilige Maagd wou maken. De houding van Maria doet denken aan een Sedes sapientiae. De statige, monumentale afbeelding van Maria en haar perfect horizontale schoot, staan symbool voor de altaartafel die het lichaam en het bloed van Christus draagt, het sacrament van de verlossing. Van Eyck's meesterschap versmolt het lichaam van de Maagd en het het altaar in één beeld, zodat ze kon worden geïdentificeerd als de altaar van de kerk. Maar ondanks het ontbreken van huiselijkheid, eenvoudigheid en familiariteit wijst de intieme, emotionele relatie tussen moeder en kind in de richting van een “Madonna van nederigheid” zoals die in de 14e eeuw onder invloed van de franciscanen in Italië opgang maakte en tegen het einde van de 14e eeuw boven de Alpen. Verder zijn er nog een aantal symbolen die teruggaan op het huwelijk of als dusdanig kunnen geïnterpreteerd worden zoals de kandelaar die werd meegedragen in de bruidstoet, het wasbekken en de waterkaraf die zouden verwijzen naar het ‘bruidsbad’, symbolen die hier zouden verwijzen naar het spirituele huwelijk tussen Christus en zijn kerk of bij uitbreiding Maria, de bruid en moeder van de bruidegom.

## Weblinks
- Men kan een aantal werken van Jan van Eyck raadplegen en sterk vergroten op de website Further works by Jan van Eyck van het KIK.

- Koninklijk Instituut voor het Kunstpatrimonium: 40004069
- Gemeinsame Normdatei: 4589604-5
- RKDimages: 2133
- Virtual International Authority File: 198557897